# Třída Horizon
Třída Horizon (jinak také třída Orizzonte v Itálii) je třída protiletadlových fregat stavěných pro Francouzské námořnictvo a Italské námořnictvo konsorciem Horizon SAS. Skládá se ze čtyř jednotek – Andrea Doria, Caio Duilio, Chevalier Paul a Forbin. Francouzský a italský pár jsou z 90% totožné. Třetím účastníkem projektu bylo Spojené království, které však roku 1999 vystoupilo a postavilo vlastní odlišnou třídu Daring (využívající ovšem rovněž zbraňový systém PAAMS).

## Stavba
Francouzská loděnice DCNS v Lorientu postavila dvě jednotky, které jsou náhradou fregat třídy Suffren. Stavba fregaty Forbin začala v dubnu 2002, v březnu 2005 byla spuštěna na vodu a v prosinci 2008 loď vstoupila do služby. Chevalier Paul byl založen v prosinci 2003, spuštěn na vodu v červenci 2006 a na konci roku 2009 loď podstupovala zkoušky. Zvažovaný druhý pár lodí nakonec nebyl objednán, jelikož byla dána přednost projektu FREMM.
Italská loděnice Fincantieri postavila v Riva Trigoso u Janova dvě jednotky, které jsou náhradou za torpédoborce třídy Durand de la Penne. Stavba fregaty Andrea Doria začala v červenci 2002, v říjnu 2005 byla spuštěna na vodu a do služby vstoupila v roce 2007. Caio Duilio byl založen v září 2003, spuštěn na vodu v říjnu 2007 a do služby vstoupil v dubnu 2009.
Jednotky třídy Horizon / Orizzonte:
| Jméno                 | Uživatel | Zahájení stavby   | Spuštěna na vodu  | Vstup do služby   | Status  |
| --------------------- | -------- | ----------------- | ----------------- | ----------------- | ------- |
| Forbin (D620)         | Francie  | 16. ledna 2004    | 10. března 2005   | 19. prosince 2008 | aktivní |
| Chevalier Paul (D621) | Francie  | 13. ledna 2005    | 12. července 2006 | 21. prosince 2009 | aktivní |
| Andrea Doria (D553)   | Itálie   | 19. července 2002 | 14. října 2005    | 22. prosince 2007 | aktivní |
| Caio Duilio (D554)    | Itálie   | 19. září 2003     | 23. října 2007    | 3. dubna 2009     | aktivní |

## Konstrukce

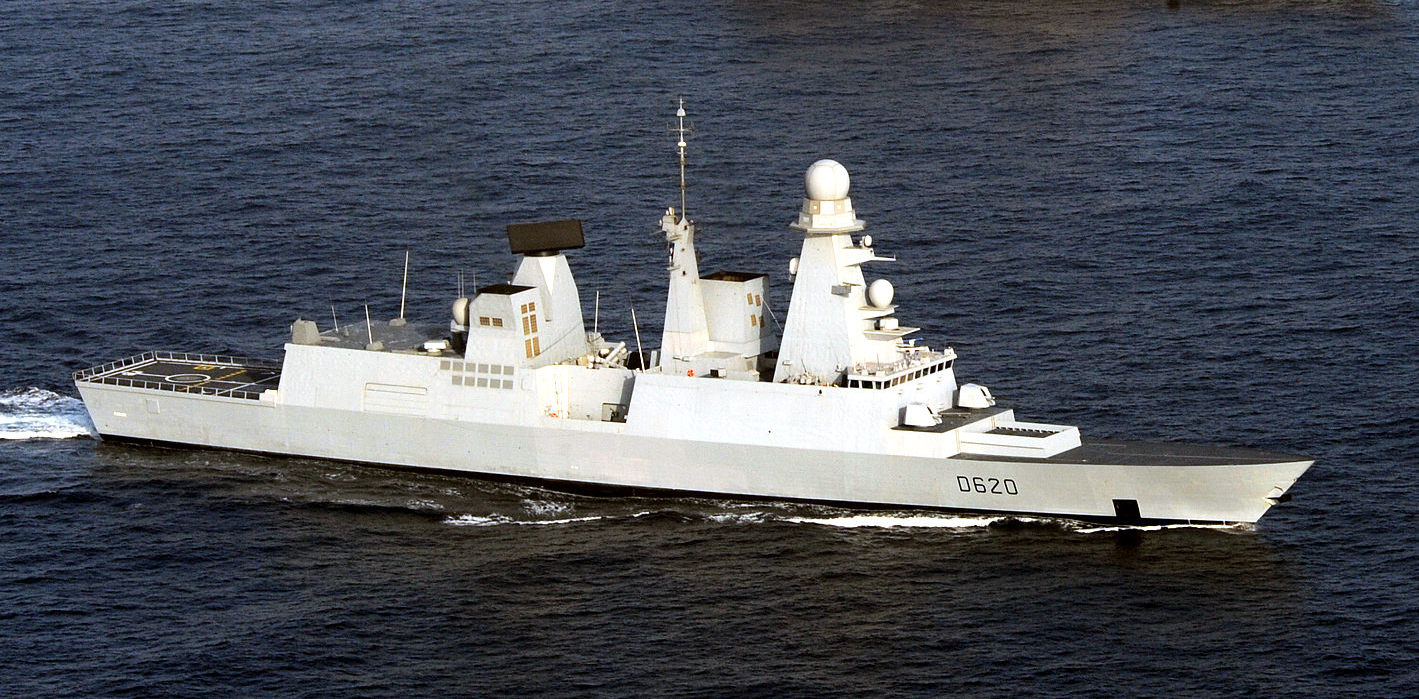
Forbin (D620)

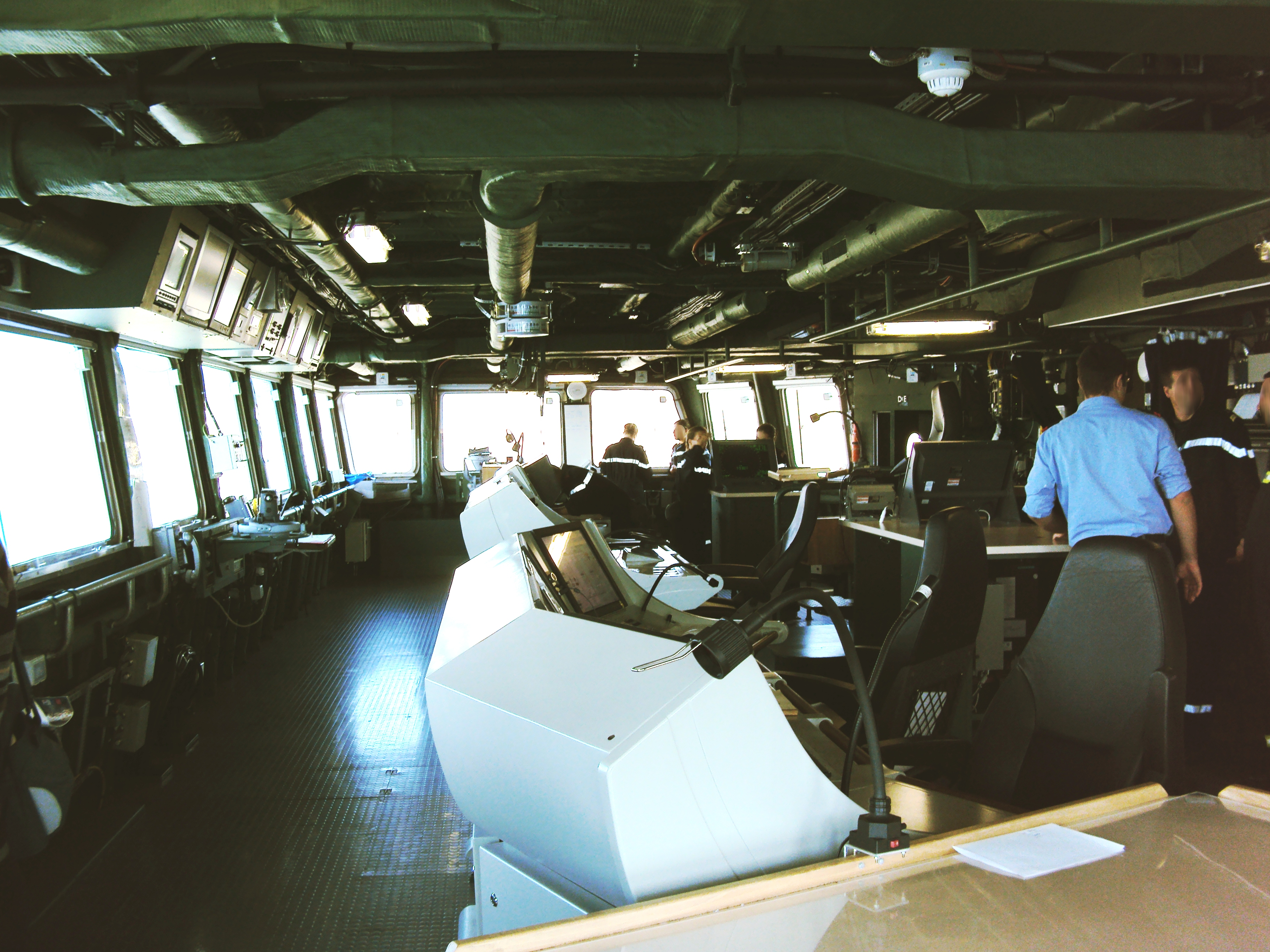
Forbin (D620) – detail můstku

Základem výzbroje lodí je protiletadlový systém PAAMS (Principal anti-air missile system) firmy MBDA s radarem Selex EMPAR. Na přídi před kanóny jsou umístěna vertikální vypouštěcí sila Sylver A50 s kapacitou 48 protiletadlových střel Aster 30 a Aster 15 s dostřelem 100 a 30 km. Fregaty nesou osm protilodních střel – u francouzských lodí typu MM40 Exocet a u italských Otomat. Hlavňovou výzbroj tvoří dva 76mm Lodní kanóny OTO Melara stojící vedle sebe na přídi (italské fregaty mají třetí kanón na střeše hangáru) a dva 25mm automatické kanóny. Ze čtyř torpédometů jsou odpalována protiponorková torpéda Eurotorp MU90. Z paluby fregat může operovat jeden vrtulník NHIndustries NH90 či AgustaWestland AW101.
Pohonný systém je typu CODOG. Lodě mají dvě plynové turbíny General Electric LM2500 a dva diesely SEMT-Pielstick 12PA6 STC. Lodní šrouby jsou rovněž dva. Při použití turbín dosahují rychlosti až 29 uzlů. Dosah lodí je 7 000 námořních mil při ekonomické rychlosti 18 uzlů (na dieselový pohon).

### Modernizace
Francouzské Forbin a Chevalier Paul k roku 2019 procházely dílčí modernizací v loděnici Naval Group. Mimo jiné byly vylepšeny jejich obranné systémy a jejich výzbroj posílily tři 20mm kanóny ve zbraňových stanicích Nexter Narwhal.
V červnu 2023 na Pařížské aerosalonu zástupci Francie a Itálie podepsali memorandum o porozumění, potvrzující spolupráci na střednědobé modernizaci torpédoborců této třídy. Modernizaci uskuteční společnost Naviris, joint venture francouzské Naval Group a italské Fincantieri. Modernizaci společnost připravuje od roku 2020. Mimo jiné budou modernizovány senzory. Radar EMPAR nahradí jednotka Leonardo Kronos Grand Naval a radar SMART-L modernější Thales SMART-L MM/N. Díky integraci nového protiletadlového systému MBDA PAAMS, který začleňuje nové verze řízených střel Aster Block 1 NT, s novými radary, lodě získají schopnost působení proti balistickým raketám s doletem do 150 km. Dodání italských lodí má být v letech 2027-2029 a francouzských lodí v letech 2029-2030.
V roce 2024 se francouzské námořnictvo rozhodlo své fregaty torpédoborce třídy Horizon a fregaty třídy FREMM vybavit elektrooptickými systémy Safran Paseo XLR. Šlo o reakci na nasazení francouzských plavidel proti raketovým a dronovým útokům v Rudém moři (viz Krize v Rudém moři).